# Xanthopimpla aliena
Xanthopimpla aliena là một loài tò vò trong họ Ichneumonidae.